# Mellan-Mångtjärnen
Mellan-Mångtjärnen är en sjö i Ljusdals kommun i Hälsingland och ingår i Ljusnans huvudavrinningsområde. Sjöns area är 0,043 kvadratkilometer och den befinner sig 310 meter över havet.